# 코파 메르코수르
코파 메르코수르(스페인어: Copa Mercosur, 포르투갈어: Copa Mercosul 코파 메르코줄[*])는 1998년부터 2001년까지 브라질, 아르헨티나, 우루과이, 칠레, 파라과이 축구 리그의 상위권 팀들이 참가하던 클럽 축구 대회이다. 남미 축구 연맹(CONMEBOL)이 주관하였으며, 2000년에는 코파 CONMEBOL을 흡수하였다. 2002년에 코파 메르코노르테와 함께 코파 수다메리카나로 통합되면서 폐지되었다.

## 진행 방식
대회에는 20개의 팀이 참가했으며, 다섯 개의 조로 나누어 조별 예선을 홈 앤 어웨이 리그 방식으로 진행했다. 각 조 1위와 차상위 3개 팀이 8강전에 진출하였고, 그 다음에는 토너먼트 방식으로 준결승과 결승전을 진행했다.
다득점이 아닌 승자승 방식이었기 때문에, 2차전까지 치른 후에 양팀이 1승 1패였던 1998년과 2000년 대회 결승전은 3차전(플레이오프)까지 있었다. (두 대회 모두 3차전은 파우메이라스의 홈 구장에서 진행)

## 역대 성적

### 결승전 결과
| 1998 | 파우메이라스   | 1차전 : 1 - 2 2차전 : 3 - 1 3차전 : 1 - 0 | 크루제이루   | 올림피아      | 산로렌소            |
| 1999 | 플라멩구       | 1차전 : 4 - 3 2차전 : 3 - 3               | 파우메이라스 | 페냐롤        | 산로렌소            |
| 2000 | 바스쿠 다 가마 | 1차전 : 2 - 0 2차전 : 0 - 1 3차전 : 4 - 3 | 파우메이라스 | 리버 플레이트 | 아틀레치쿠 미네이루 |
| 2001 | 산로렌소       | 1차전 : 0 - 0 2차전 : 1 - 1 (PSO 4 - 3)   | 플라멩구     | 코린치앙스    | 그레미우            |

### 국가별 우승 횟수
- 브라질 3회
- 아르헨티나 1회

## 같이 보기
- 코파 메르코노르테
- 코파 수다메리카나

## 참고자료
- RSSSF 코파 메르코수르 자료